# Amphiura aster
Amphiura aster is een slangster uit de familie Amphiuridae.
De wetenschappelijke naam van de soort werd in 1901 gepubliceerd door Farquhar.